# Торраццо
Торраццо (итал. Torrazzo) — коммуна в Италии, находится в регионе Пьемонт, в провинции Бьелла.
Население составляет 188 человек (2008), плотность населения составляет 38 чел./км². Занимает площадь 5 км². Почтовый индекс — 13050. Телефонный код — 015.
В коммуне 15 августа особо празднуется Успение Пресвятой Богородицы.

## Демография
Динамика населения:

## Администрация коммуны
- Официальный сайт: